# Jerusalem Film Festival

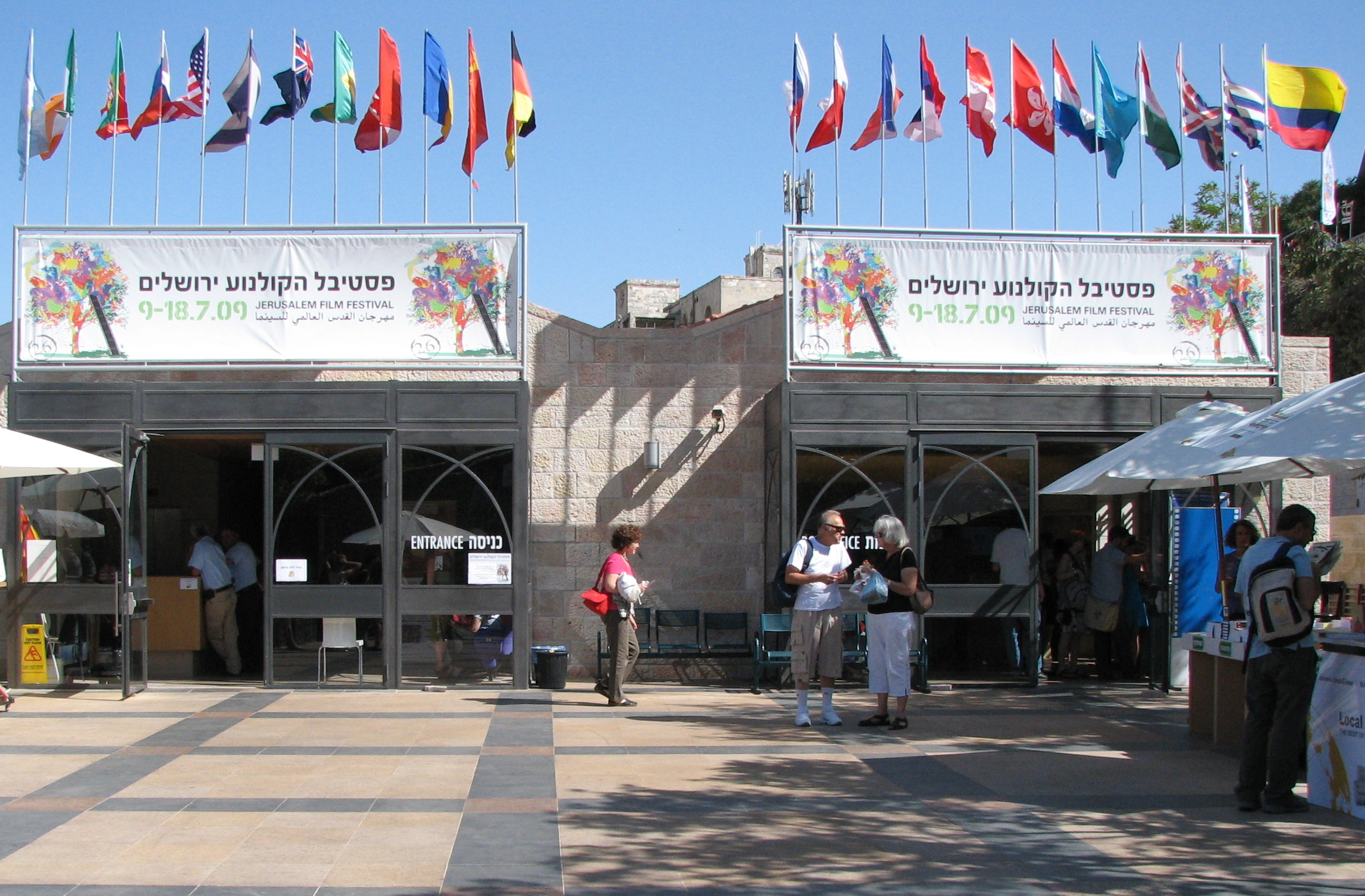
Das Filmfestival 2009

Das Jerusalem Film Festival ist ein internationales Filmfestival, das jährlich im Juli in Jerusalem stattfindet. Es widmet sich in erster Linie dem israelisch-jüdischen Filmgeschehen.

## Geschichte
Nachdem die Leiterin der Jerusalem-Cinemathek Lia van Leer 1983 Jurorin bei den Filmfestspielen in Cannes war, beschloss sie ein solches Festival auch in Israel zu organisieren. Am 17. Mai 1984 fand die Eröffnung des neuen Festivals in Anwesenheit von internationalen Stars wie Jeanne Moreau, Warren Beatty, John Schlesinger und André Delvaux statt. In drei Wochen wurden rund 100 israelische und internationale Filme gezeigt.
Im Laufe der 1980er Jahre erhielt das Festival dann seine heutige Form: Das Festival dauert zehn Tage und es werden zwischen 150 und 200 Filme in unterschiedlichen Reihen gezeigt. In der Reihe Panorama präsentiert das JFF internationale Filme, im Bereich „Israelische Filme“ werden israelische Wettbewerbsbeiträge gezeigt. Außerdem gibt es Filmreihen für Dokumentarfilme, die Reihe Jewish Experience, die sich mit Filmen zur jüdischen Identität und Geschichte befasst, die Reihe Spirit of Freedom, die den Fragen von Bürger- und Menschenrechten gewidmet ist, ein dem Fernsehen gewidmetes Programm und eines für Newcomer. Begleitet wird das Festival von einem Rahmenprogramm mit Konzerten, Lesungen, Ausstellungen, Workshops und Symposien. Zentraler Veranstaltungsort sind die Jerusalem-Cinemathek, das Kino Lev Smadar, das Kulturzentrum Alter Bahnhof Jerusalem und ein Open-Air-Kino an einer archäologischen Ausgrabungsstätte. Im Jahr 1989 wurde mit dem Wolgin-Preis ein inzwischen bedeutender Preis für den israelischen Film geschaffen. 2010 wurde der Preis in Haggiag Family Award umbenannt.
2008 trat van Leer im Alter von 84 Jahren zurück und Ilan de Vries wurde neuer Direktor des Festivals.

## Preise und Auszeichnungen
Verliehen wird der Haggiag Family Award für Israelisches Kino für den besten Spielfilm, die beste Schauspielerin, den besten Schauspieler, den besten Schnitt und die beste Filmmusik. Außerdem die Van Leer Group Foundation Awards (bester Dokumentarfilm, bester Dokumentarfilmregisseur, bester Nachwuchs-Kurzfilm), den Pirchi Family Award (bester israelischer Spielfilm, bestes Drehbuch), den Adélie Hoffenberg Award (bester israelischer Independentfilm), die Jewish Experience Awards Courtesy of Michaela and Leon Constantiner, der Lia Award für den besten Film zum „jüdischen Erbe“ und der Avner Shalev–Yad Vashem Chairman’s Award für künstlerische Leistungen im Bereich der Filme zum Holocaust. Weitere Auszeichnungen sind:
- In the Spirit of Freedom Awards in Erinnerung an Wim van Leer
- Cummings Award für den besten Spielfilm
- Ostrovsky Award für den besten Dokumentarfilm
- Israelischer Preis für Videokunst und experimentellen Film
- First Prize in Memory of Murray L. Galinson
- Jerusalem Pitch Point Awards
- CNC Award für das vielversprechendste Filmprojekt
- Van Leer Awards
- International Relations ARTE Prize
- Wim van Leer Award für High-School Studenten
- Courtesy of the Third Ear
- Alex Bernstein Production Award for Outstanding Film Students

Außerdem vergibt das Festival einen „Preis für das Lebenswerk“ und „lobende Erwähnungen“.

## Preisträger
Gewinner des Wolgin Preises / Haggiag Family Award für Israelisches Kino sind:
- 1989: Green Fields (Regisseur: Jitzhak Jeschurun)
- 1990: Laura Adler's Last Love Affair (Abraham Heffner)
- 1991: Shuru (Savi Gavison)
- 1992: Amazing Grace (Amos Gutman)
- 1993: Dummy in a Circle (Aner Preminger)
- 1994: The Distance (Dan Wolman)
- 1995: Under the Domim Tree (Eli Cohen) und Love Sick (Savi Gabison)
- 1996: Under Western Eyes (Joseph Pichhadze)
- 1997: Afula Express (July Shles)
- 1998: Day after Day (Amos Gitai)
- 1999: Yana’s Friends (Arik Kaplun)
- 2000: Besame Mucho (Joseph Pitchhadze) und Foreign Sister (Dan Wolman)
- 2001: Late Marriage (Dover Kosashvilli)
- 2002: Broken Wings (Knafayim Shvurot) (Nir Bergman)
- 2003: Nina’s Tragedies (A very sad comedy) (Savi Gabizon)
- 2004: Atash – Thirst (Tawfik Abu Wael) und Eine Tochter (Or) (Keren Yedaya)
- 2005: What A Wonderful Place (Eyal Halfon)
- 2006: Dead End (Dror Sabo)
- 2007: The Band's Visit (Eran Kolirin)
- 2008: Shiva (Shiv'ah) (Ronit Elkabetz, Shlomi Elkabetz)
- 2009: Ajami (Scandar Copti, Jaron Shani)
- 2010: Intimate Grammar (Nir Bergman)
- 2011: Restoration (Joseph Madmoni)
- 2012: Sharqiya (Ami Livne)
- 2013: Youth (Tom Shoval)
- 2014: Get – Der Prozess der Viviane Amsalem (Get – Ha'mishpat shel Vivian Amsalem) (Ronit Elkabetz, Shlomi Elkabetz) und Princess (Tali Shalom Ezer)
- 2015: Tikkun (Avishai Sivan)
- 2016: Der Tod von Ludwig XIV. (La Mort de Louis XIV) (Albert Serra)
- 2017: On the Beach at Night Alone (Bamui Haebyeon-eoseo Honja) (Hong Sang-soo)
- 2018: The Dive (Yona Rozenkier) und Das Mädchen mit den roten Haaren (Para Aduma) (Tsivia Barkai Yacov)[2]
- 2019: Chained von Yaron Shani